# Gemeinde Walzen
Die Gemeinde Walzen, polnisch Gmina Walce ist eine Landgemeinde im Powiat Krapkowicki der Woiwodschaft Opole (Oppeln). Der Gemeindesitz ist das gleichnamige Dorf mit etwa 2100 Einwohnern. 
Die Gemeinde ist zweisprachig, deutsch und polnisch.

## Geografie
Die Gemeinde hat eine Fläche von 69,29 km², davon sind 84 % Flächen für die Landwirtschaft und 7 % Waldflächen. Die Gemeinde nimmt 15,66 % der Fläche des Landkreises ein.

## Partnergemeinden
Die Gemeinde Walzen unterhält mit folgenden Kommunen Partnerschaften:
- Berg bei Neumarkt in der Oberpfalz seit dem 10. Mai 1997
- Malá Morávka seit dem 19. Oktober 2002

## Gliederung
In der Gemeinde befinden sich:
Orte mit Schulzenamt:
- Broschütz / Brożec
- Dobersdorf / Dobieszowice
- Grocholub / Grocholub
- Kramelau / Kromołów
- Rosnochau / Rozkochów
- Schwärze / Ćwiercie
- Straduna / Stradunia
- Walzen / Walce
- Zabierzau / Zabierzów

Die Landgemeinde umfasst weitere Weiler ohne Schulzenamt:
Antoszka (Antoschka), Brzezina (Breschina), Czerniów (Schernow), Groble (Dammmühle), Krzewiaki (Strauchhäuser), Marianków (Marienhof), Posiłek (Poschillek), Przerwa (Dammbruch), Rybarze, Swornica (Kolonie Grocholub).

## Bevölkerung
2002 hatte die Gemeinde 6215 Einwohner. Neben der polnischen Bevölkerung gaben bei der Volkszählung 2002 2014 Personen (32,4 %) die deutsche Nationalität (Volkszugehörigkeit) und 965 Personen Schlesisch (15,5 %) an. Bei der Volkszählung 2011 lag bei einer Gesamteinwohnerzahl von 5639 Personen der prozentuale Anteil der Deutschen bei 26,0 % bzw. 1464 Personen.
| Nationalität | Anzahl | Anteil |
| ------------ | ------ | ------ |
| Deutsch      | 2014   | 32,4 % |
| Polnisch     | 2412   | 38,8 % |
| Schlesisch   | 965    | 15,5 % |

| Nationalität | Anzahl | Anteil |
| ------------ | ------ | ------ |
| Deutsch      | 1464   | 26,0 % |

## Politik

### Gemeindevorsteher
An der Spitze der Gemeindeverwaltung steht der Gemeindevorsteher. Bisher war dies Bernard Kubata von der Deutschen Minderheit, der 2018 nicht mehr antrat. Bei der turnusmäßigen Wahl im Oktober 2018 wurde Marek Śmiech, ebenfalls vom Wahlkomitee Deutsche Minderheit, ohne Gegenkandidat mit 87,4 % zum neuen Gemeindevorsteher gewählt. Bei der turnusmäßigen Wahl im April 2024 kandidierte Śmiech nicht erneut. Die Wahl führte zu folgendem Ergebnis:
- Rafał Miczka (Wahlkomitee „Partnerschaft“) 63,5 % der Stimmen
- Monika Nowak (Wahlkomitee „Unabhängige lokale Verwaltungen“) 36,5 % der Stimmen

Damit wurde Miczka bereits im ersten Wahlgang zum neuen Gemeindevorsteher gewählt.

### Gemeinderat
Der Gemeinderat besteht aus 15 Mitgliedern und wird direkt in Einpersonenwahlkreisen gewählt. Die Gemeinderatswahl 2024 führte zu folgendem Ergebnis:
- Wahlkomitee „Partnerschaft“ 63,4 % der Stimmen, 13 Sitze
- Wahlkomitee „Unabhängige lokale Verwaltungen“ 30,6 % der Stimmen, 2 Sitze
- Wahlkomitee Maciej Sonik 4,0 % der Stimmen, kein Sitz

Die Gemeinderatswahl 2018 führte zu folgendem Ergebnis:
- Wahlkomitee Deutsche Minderheit 13 Sitze
- Wahlkomitee Maciej Sonik 2 Sitze